# Primaires présidentielles du Parti républicain américain de 2012
Les primaires présidentielles du Parti républicain américain de 2012 sont le processus par lequel les membres du Parti républicain des États-Unis désignent leur candidat à l'élection présidentielle de 2012.
Le vainqueur, Mitt Romney, affronte le président sortant Barack Obama le 6 novembre 2012. Il perd avec 47,21 % des voix et 206 grands électeurs.

## Contexte
Depuis janvier 2009, le président des États-Unis est le démocrate Barack Obama, qui l'a emporté en novembre 2008 face au candidat du Parti républicain, John McCain. Quant au Congrès, il est dominé par les Républicains, victorieux des élections législatives de 2010.
La primaire intervient dans un contexte de crise économique mondiale. Aux États-Unis, la croissance est faible, la dette publique atteint un niveau record. Cette situation a notamment contribué à la baisse de popularité du président sortant, sans pour autant que ses adversaires républicains en profitent de manière significative. À noter que le mouvement Tea Party connaît, pendant la présidence Obama, une influence grandissante dans le paysage politique.

## Campagne
Parmi les principales personnalités « présidentiables » du Parti républicain, les noms de Mitt Romney, de Mike Huckabee (tous deux candidats à la primaire républicaine de 2008), de Sarah Palin (candidate républicaine à la vice-présidence en 2008 et égérie conservatrice d'une partie du mouvement Tea Party) et de Newt Gingrich sont ceux qui rencontrent le plus de succès dans les sondages effectués entre 2008 et 2010 (en).
Il faut attendre le printemps 2011 pour voir les premiers candidats crédibles annoncer leur intention de briguer l'investiture républicaine. Le premier d'entre eux est l'ancien gouverneur du Nouveau-Mexique, Gary Johnson, connu pour ses veto à l'encontre des décisions de Washington, qui annonce sa candidature le 21 avril 2011. Le 11 mai suivant, c'est au tour de l'ancien député de Géorgie Newt Gingrich, meneur de la « révolution républicaine » des années Clinton, de lancer sa candidature. Cette candidature est suivie le 13 mai 2011, par celle du libertarien Ron Paul. Ces trois premiers postulants républicains militent, à l'instar des partisans du Tea Party, pour un recul de l'intervention de l’État fédéral. Cette volonté affichée de réduire les prérogatives de l'État, en ciblant notamment l'« Obamacare », cause du tort à l'un des principaux espoirs républicains, Mitt Romney, qui avait défendu un système semblable dans son État du Massachusetts. Aucun de ces candidats, rejoints quelques semaines plus tard par Tim Pawlenty et Herman Cain, ne parvient toutefois à apparaître comme favori face au président démocrate sortant.
D'autres présidentiables potentiels ou pressentis, tels que le magnat Donald Trump (affaibli par sa participation à la polémique sur l'acte de naissance d'Obama), l'ancien candidat de 2008 Mike Huckabee, le populaire gouverneur du New Jersey Chris Christie ou encore Sarah Palin ont annoncé qu'ils ne seront pas candidats.
Mitt Romney annonce sa candidature le 2 juin 2011. Considéré comme le favori de la primaire, il est la cible de nombreuses attaques de la part de ses adversaires et doit faire face à la montée des intentions de vote en faveur de Michele Bachmann, qui annonce sa candidature le 13 juin 2011, puis de Rick Perry, qui se déclare le 13 août 2011.
Le premier vote test (Straw poll), organisé dans l'Iowa le 13 août, auquel n'ont participé ni Mitt Romney, ni Rick Perry a conduit Tim Pawlenty (2 293 des 16 892 voix exprimées, soit 13,6 %), largement devancé par les candidats Tea Party Michele Bachmann (4 823, 28,5 %) et Ron Paul (4 671, 27,6 %), à annoncer son retrait dès le lendemain.
L'homme d'affaires Herman Cain fait figure, à partir de septembre 2011, de nouveau favori. Mais, critiqué pour son supposé amateurisme en politique étrangère et accusé de harcèlements sexuels par plusieurs femmes, il est contraint de se retirer le 3 décembre 2011. Dans le même temps, Newt Gingrich prend la tête des sondages, mais doit faire face à une importante campagne publicitaire de ses adversaires, qui l'accusent d'avoir des convictions politiques changeantes, d'être un lobbyiste (notamment en ayant touché 1,6 million de dollars de la part de FHLMC) ou encore d'avoir des positions trop à gauche. Ainsi, après avoir été distancé de 15 points au niveau national, Mitt Romney repasse en tête des intentions de vote fin décembre, à quelques jours du vote dans l'Iowa.
Sur les questions de politique internationale, les candidats défendent des positions jugées particulièrement radicales. D'après le journaliste Benoît Bréville, entre « soutien frénétique à Israël, invocation de la « menace islamiste », prises de position belliqueuses : hormis M. Paul, fervent isolationniste, les concurrents républicains sont d’accord sur tout, ou presque. Les candidats rivalisent le plus souvent de paroles outrancières et d’erreurs grossières ; à l’image de M. Santorum, qui croit que M. Pervez Musharraf est encore président du Pakistan — poste qu’il a quitté en 2008 — ou de Mme Bachmann qui redoute la présence de missiles du Hezbollah à Cuba et accuse la Chine d’aveugler les satellites américains avec des lasers. » Les candidats suggèrent ainsi d'attaquer la Chine devant l’Organisation mondiale du commerce pour « manipulation de sa monnaie » (Mitt Romney), d'« entrer en guerre contre la Chine afin de faire de l’Amérique l’endroit le plus attractif du monde pour faire des affaires » (Rick Santorum), de « combattre tous les ennemis [des États-Unis], où qu’ils soient, avant qu’ils n’attaquent notre territoire », notamment par le déploiement de l’armée américaine au Mexique pour lutter contre le trafic de drogue (Rick Perry), d'« exfiltrer les scientifiques » d’Iran et soutenir les dictatures proches des États-Unis comme celle d'Hosni Moubarak (Newt Gingrich), ou encore de supprimer l'aide aux pays étrangers (Newt Gingrich et Mitt Romney).
Michele Bachmann, Herman Cain, Rick Perry et Mitt Romney se prononcent en faveur de l'utilisation de la simulation de noyade, considérée comme de la torture, à laquelle s'opposent Ron Paul et Jon Huntsman.
Rick Santorum, Rick Perry et Michele Bachmann ciblent l'électorat fondamentaliste chrétien en insistant particulièrement sur les questions de l’avortement et de l’homosexualité. Au contraire, Ron Paul défend des positions très inhabituelles pour son parti, telles que la décriminalisation des drogues, ou en matière de libertés publiques.
L’hebdomadaire britannique The Economist, commentant le positionnement très à droite des candidats, relève que « de nos jours, un candidat républicain est obligé de croire, non pas certaines, mais toutes les choses suivantes : que l’avortement doit être interdit quelle que soit la situation ; que le mariage homosexuel doit être proscrit dans tous les États ; que les 12 millions d’immigrés illégaux, même ceux qui vivent aux États-Unis depuis des décennies, doivent être renvoyés chez eux ; que les 46 millions de personnes qui n’ont pas d’assurance maladie ne peuvent s’en prendre qu’à elles-mêmes ; que le réchauffement climatique est un complot ; que toute augmentation d’impôts doit être rejetée (…) ; qu’Israël ne fait jamais rien de mal et que les “soi-disant Palestiniens”, pour reprendre les termes de Newt Gingrich, ne font jamais rien de bien ; que le ministère de l’environnement, celui de l’éducation et d’autres – dont il n’est pas nécessaire de connaître le nom – devraient être supprimés ».

## Candidats

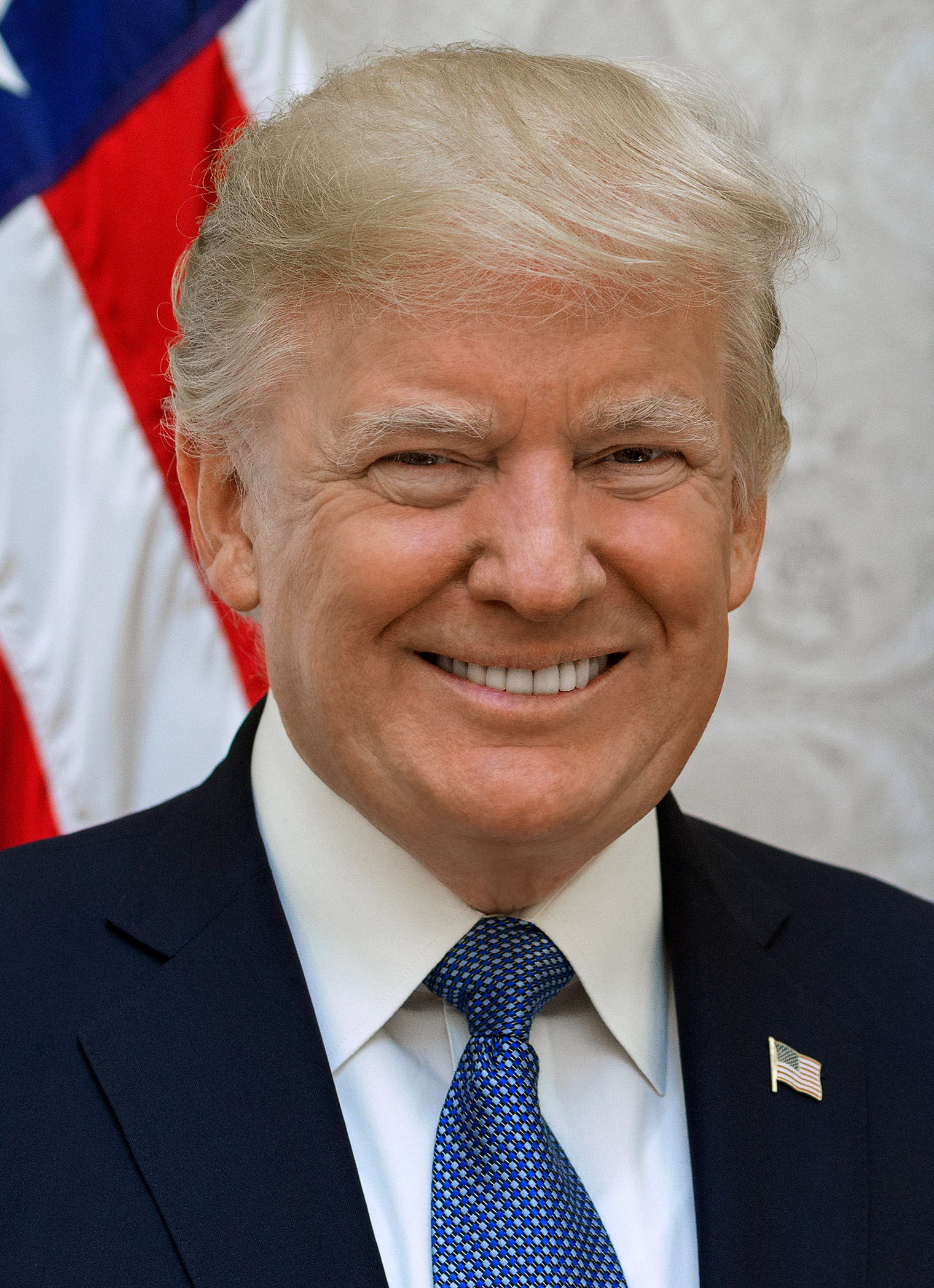
Donald Trump, entrepreneur et célébrité.
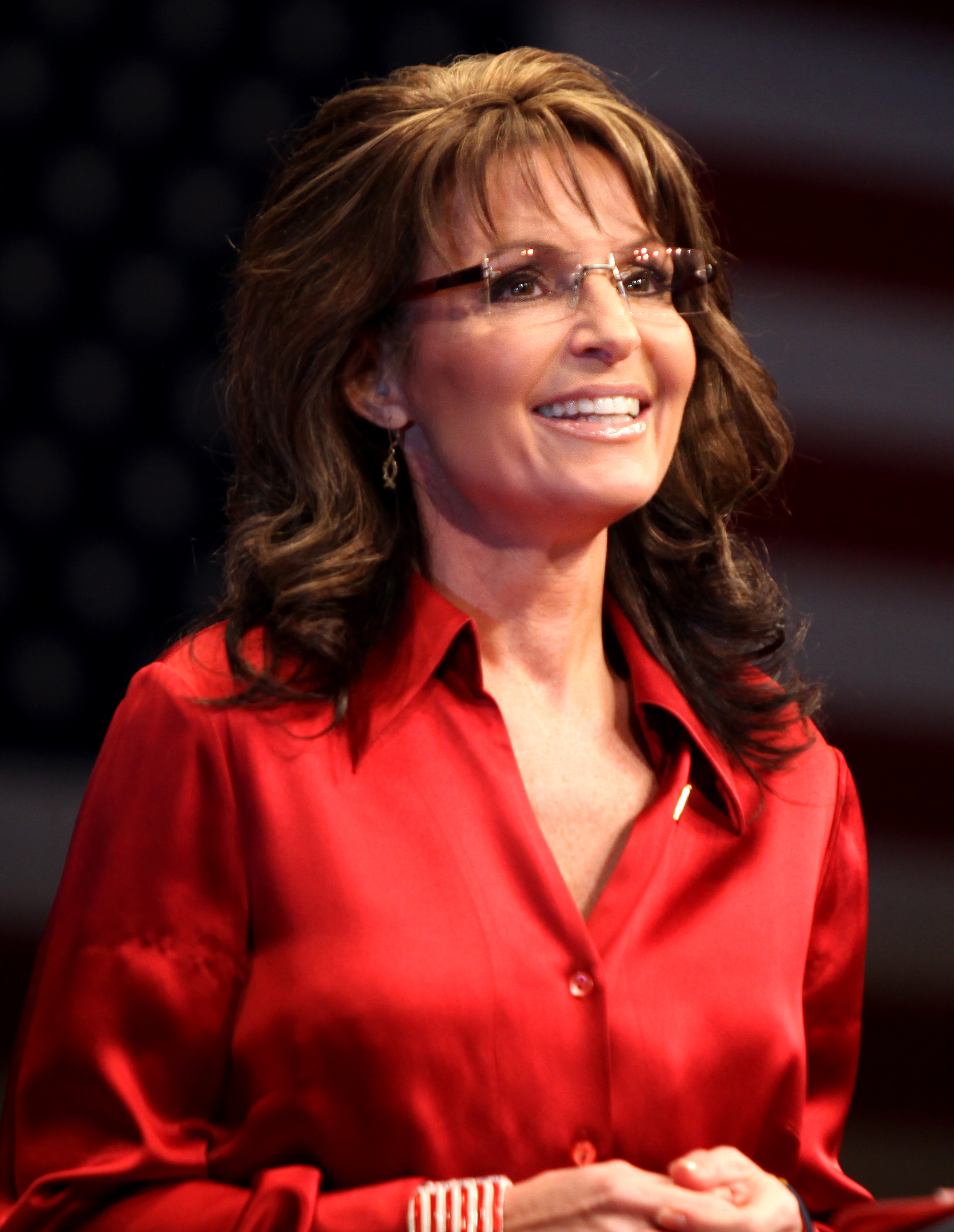
Sarah Palin, ancienne gouverneure de l'Alaska (4 décembre 2006 – 26 juillet 2009) et candidate républicaine à la Vice-Présidence lors de l'élection présidentielle américaine de 2008.
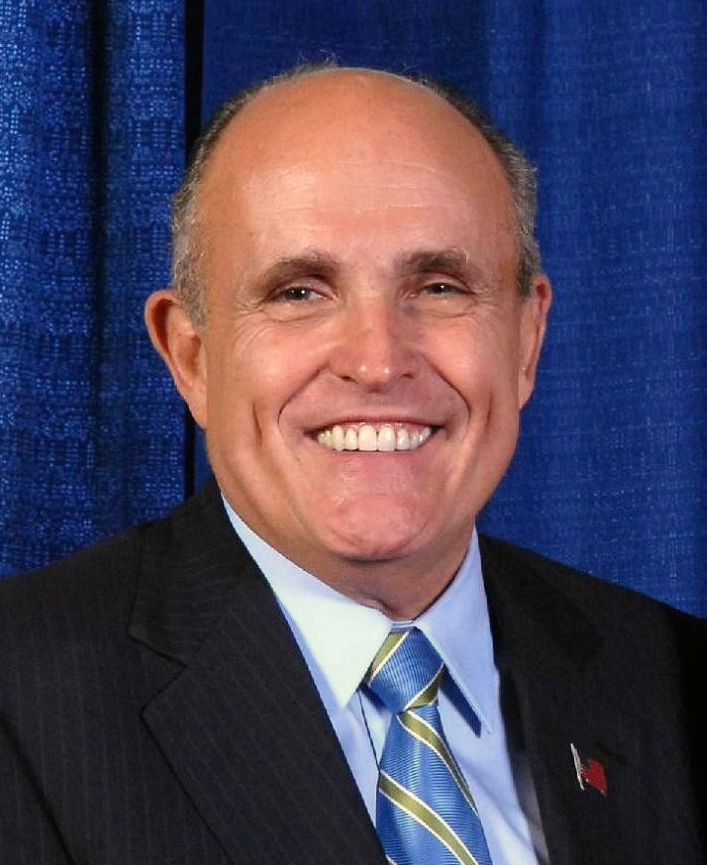
Rudy Giuliani, ancien maire de New York (1 janvier 1994 – 31 décembre 2001) et candidat aux primaires républicaines lors de l'élection présidentielle américaine de 2008.
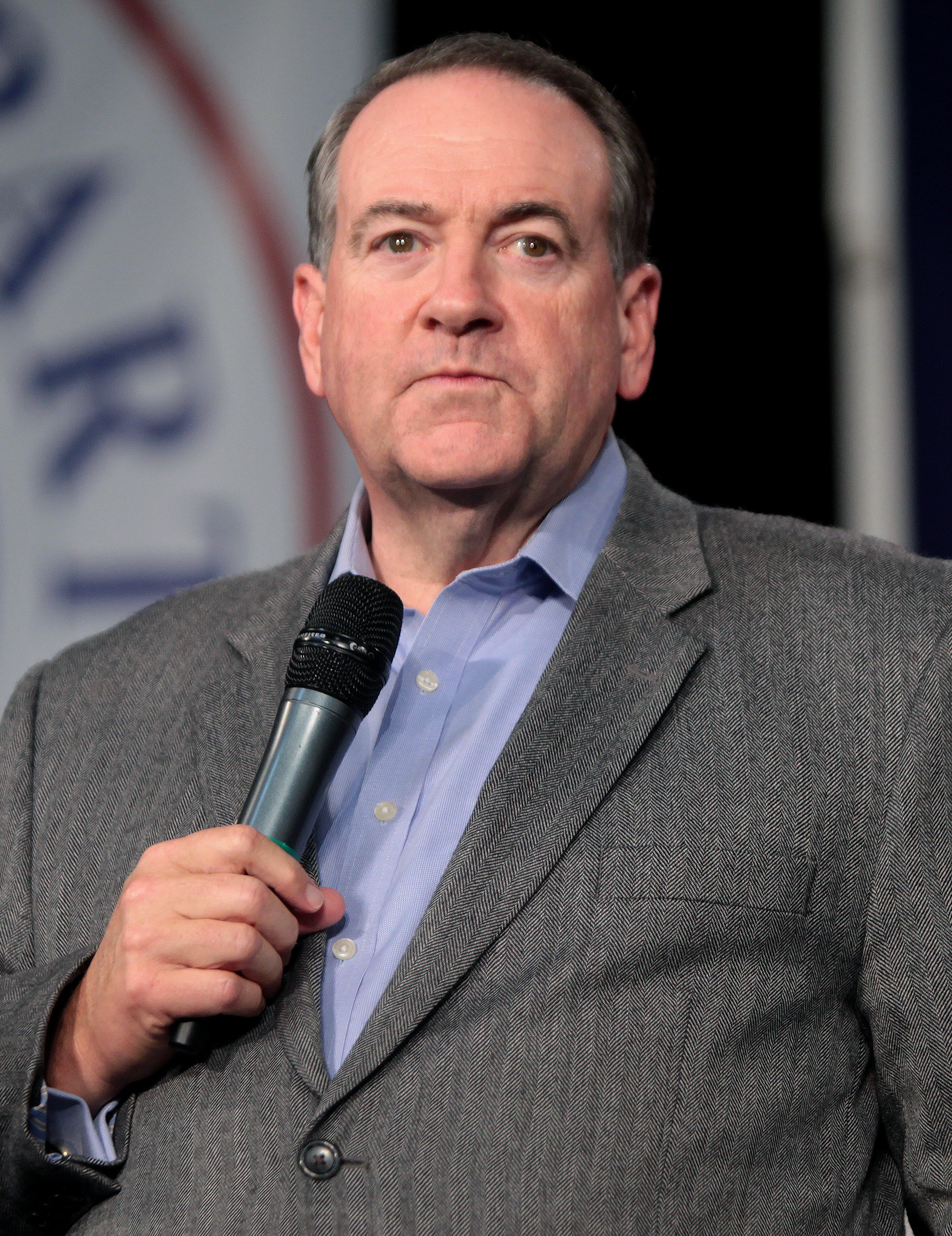
Mike Huckabee, ancien gouverneur de l'Arkansas (15 juillet 1996 – 9 janvier 2007) et candidat aux primaires républicaines lors de l'élection présidentielle américaine de 2008.
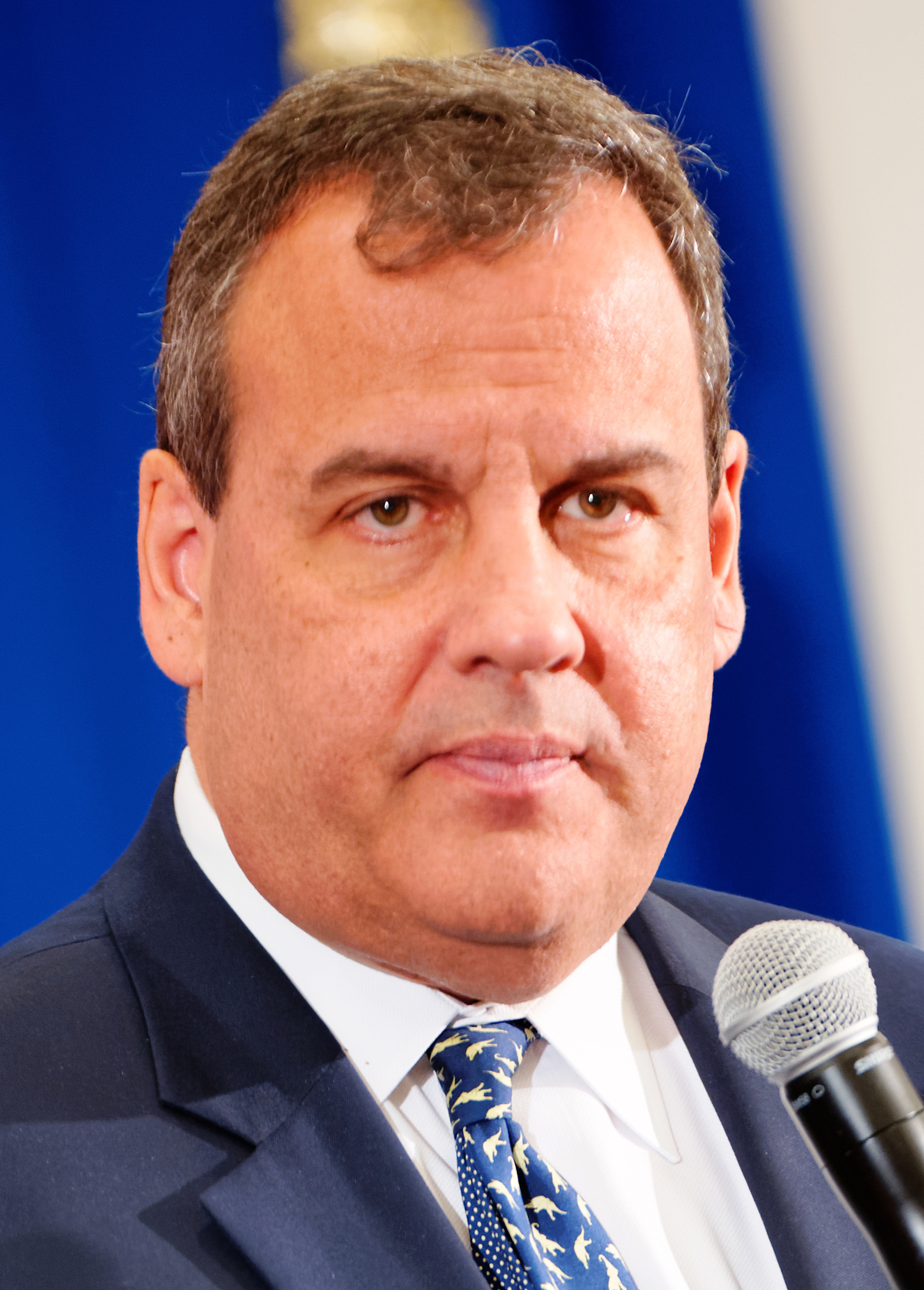
Chris Christie, gouverneur du New Jersey (en fonction depuis le 19 janvier 2010).
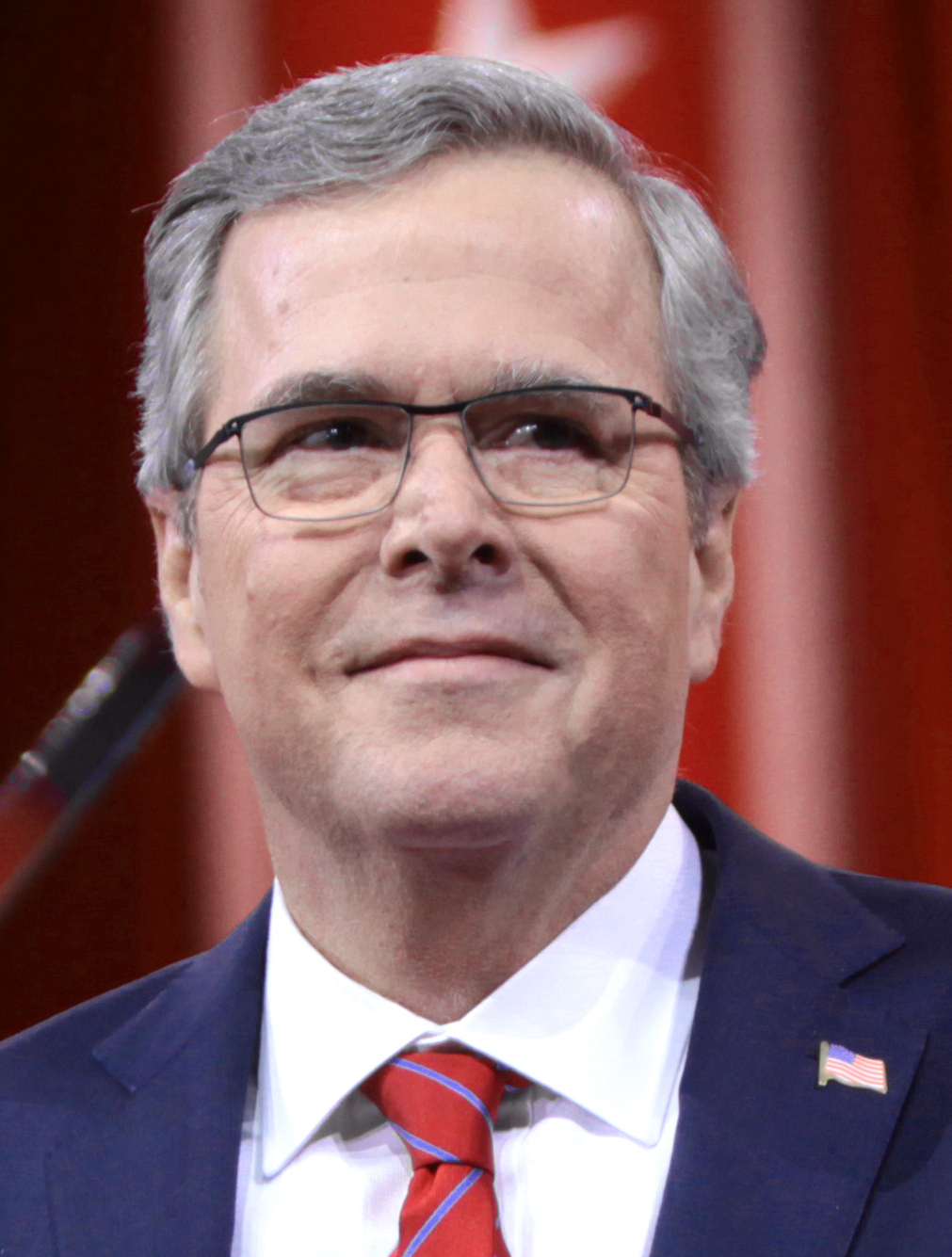
Jeb Bush, ancien gouverneur de Floride (5 janvier 1999 – 2 janvier 2007).

Candidats déclarés

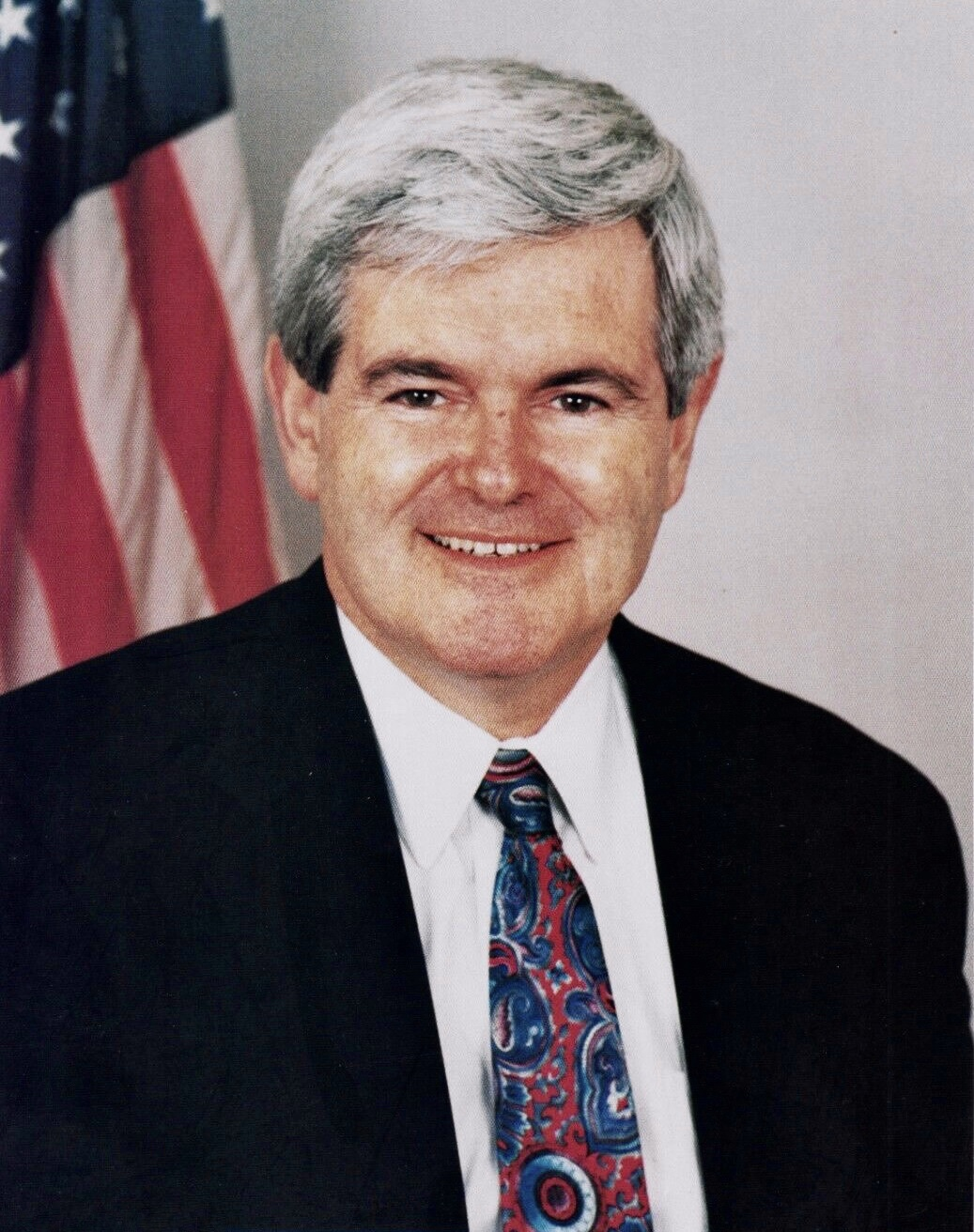
Newt Gingrich, ancien représentant de la Géorgie (11 mai 2011 - 2 mai 2012).
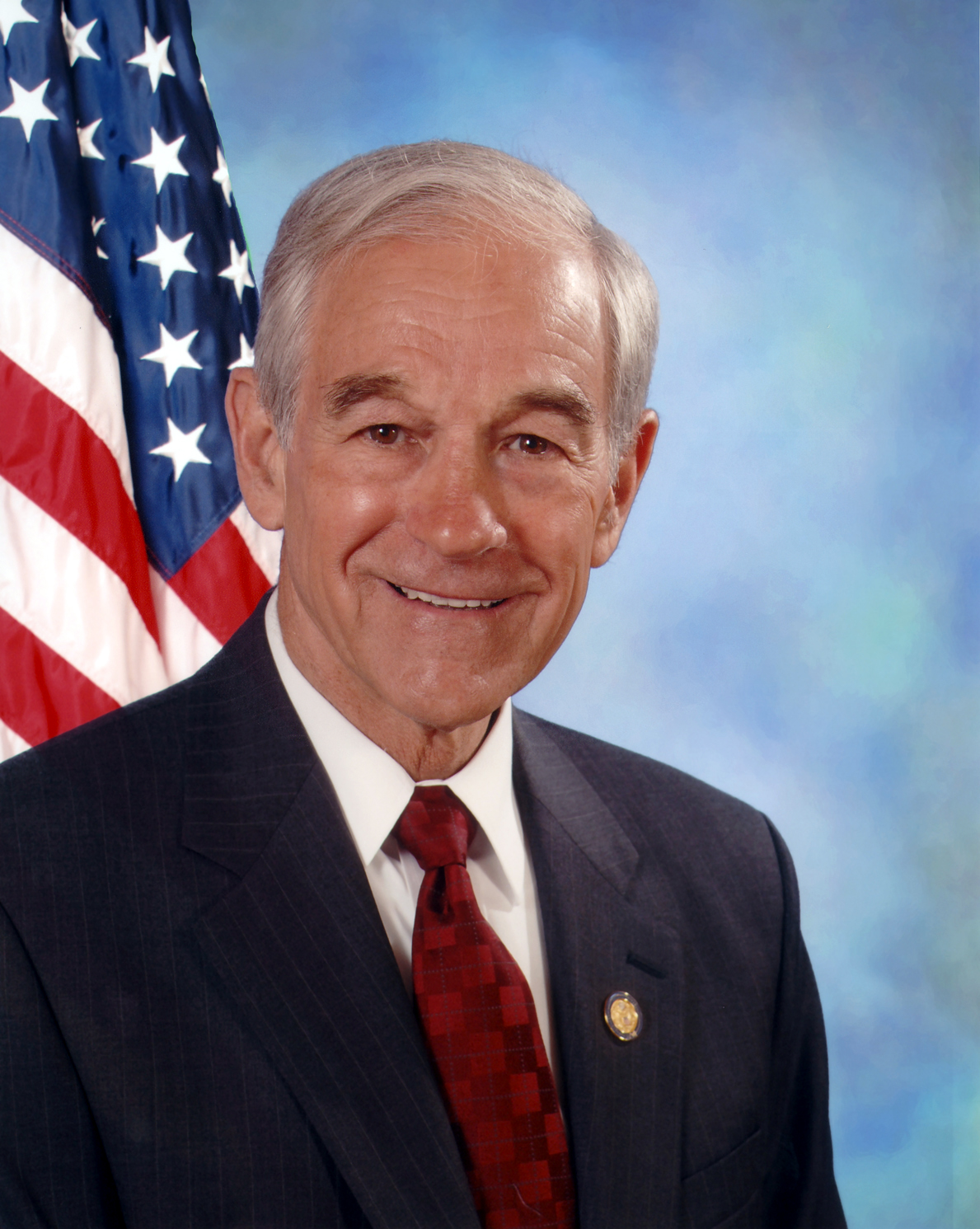
Ron Paul, représentant du Texas (13 mai 2011).
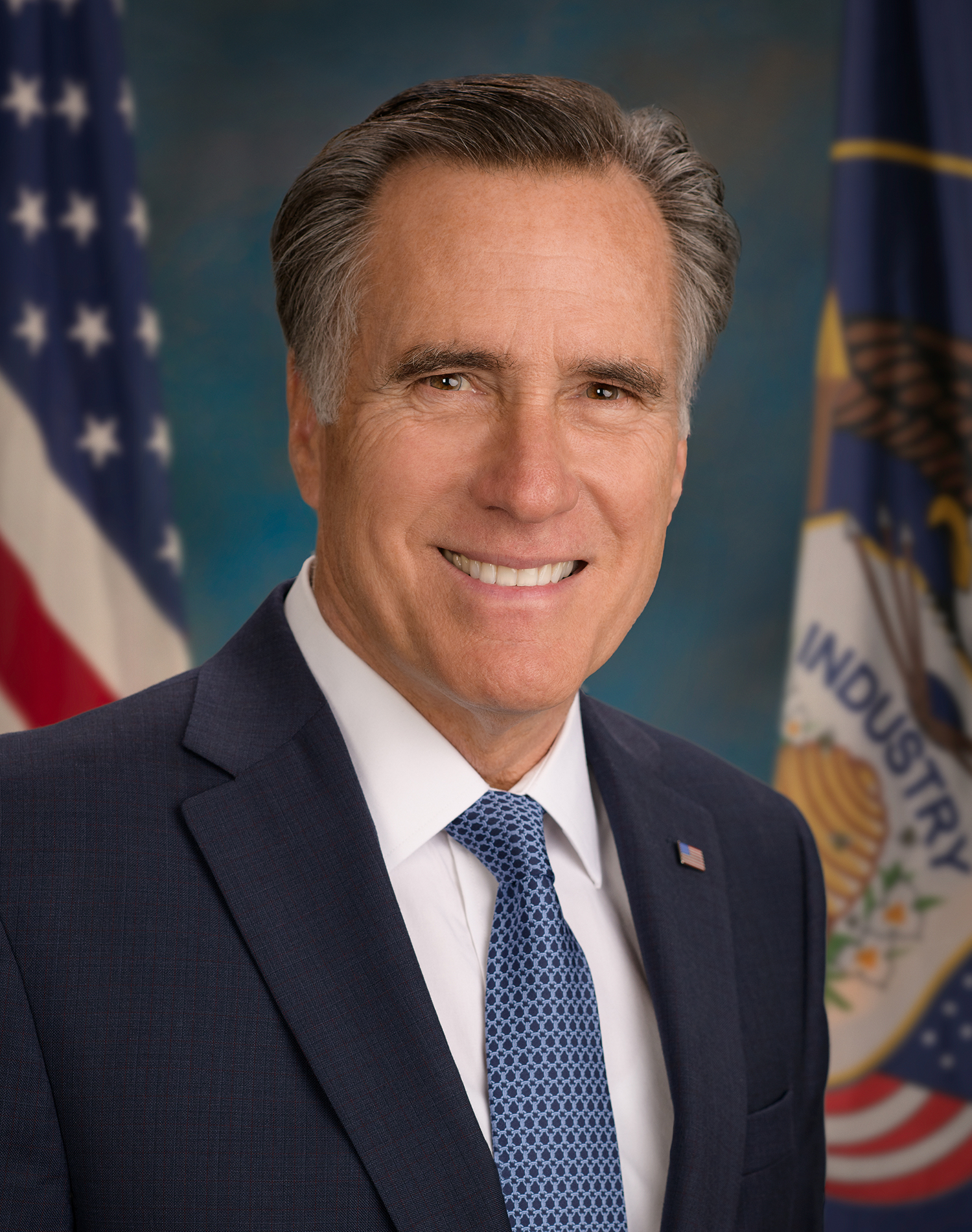
Mitt Romney, ancien gouverneur du Massachusetts (2 juin 2011).
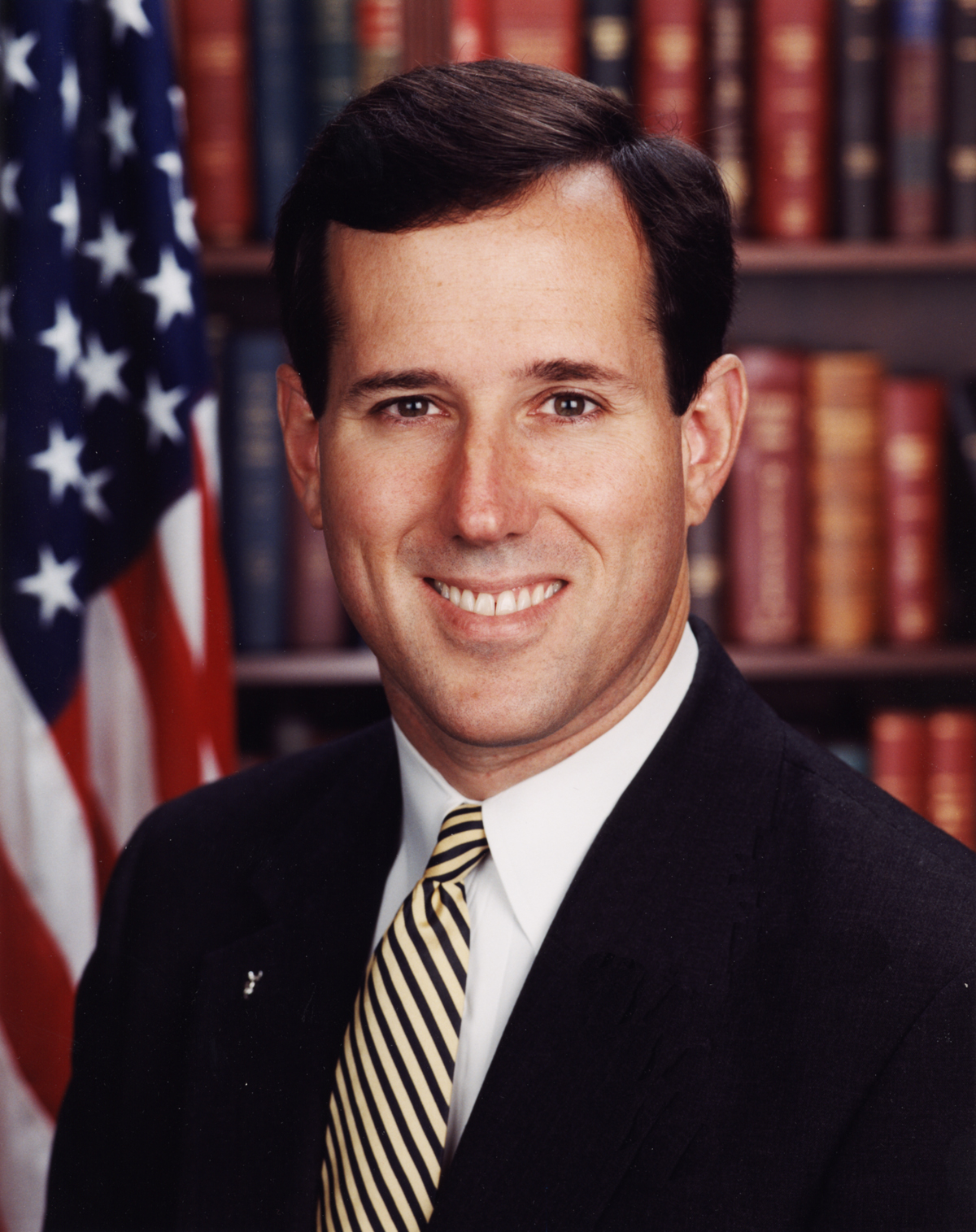
Rick Santorum, ancien sénateur de Pennsylvanie (6 juin 2011 - 10 avril 2012).
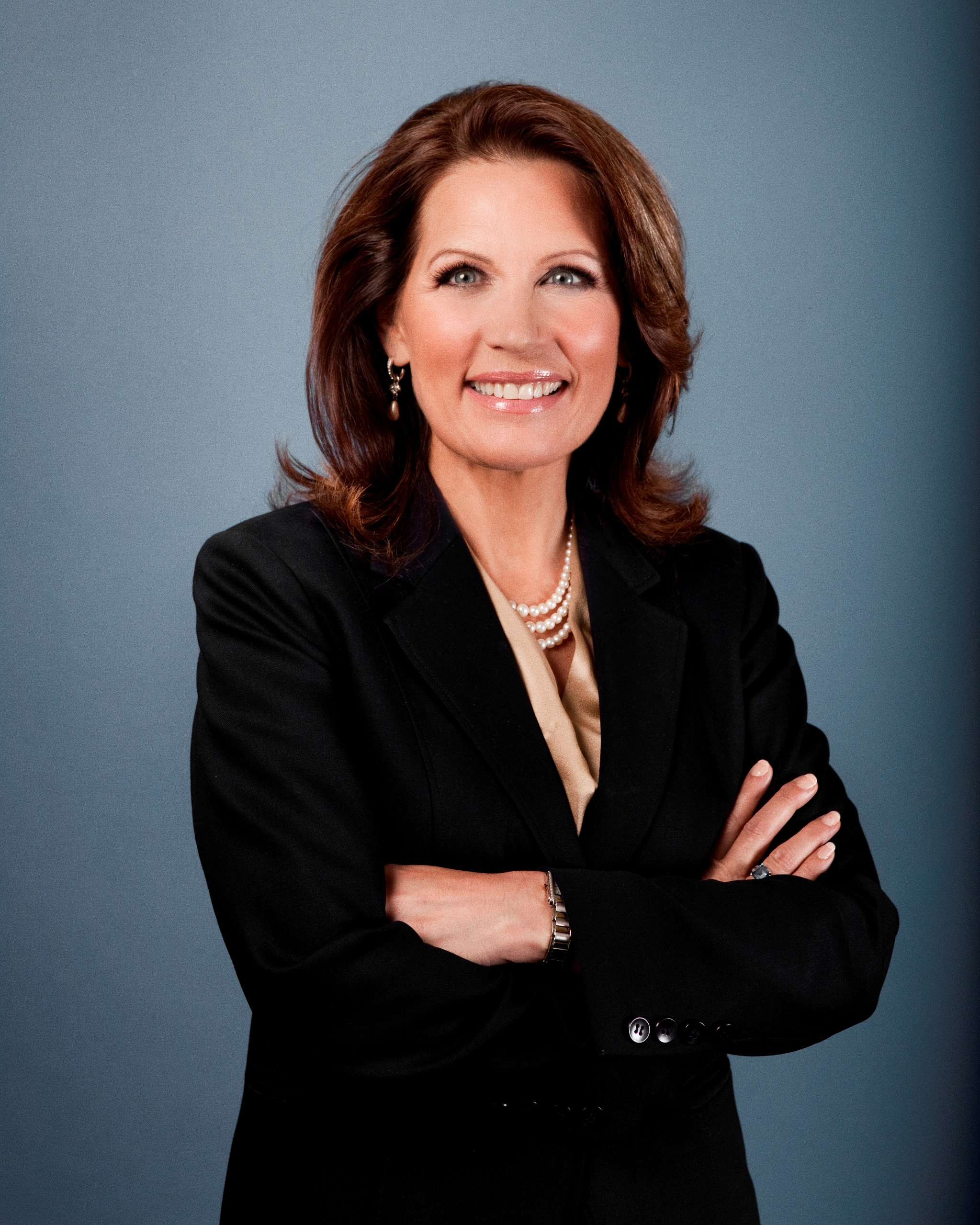
Michele Bachmann, représentante du Minnesota (13 juin 2011 - 4 janvier 2012), se retire après le caucus de l'Iowa.
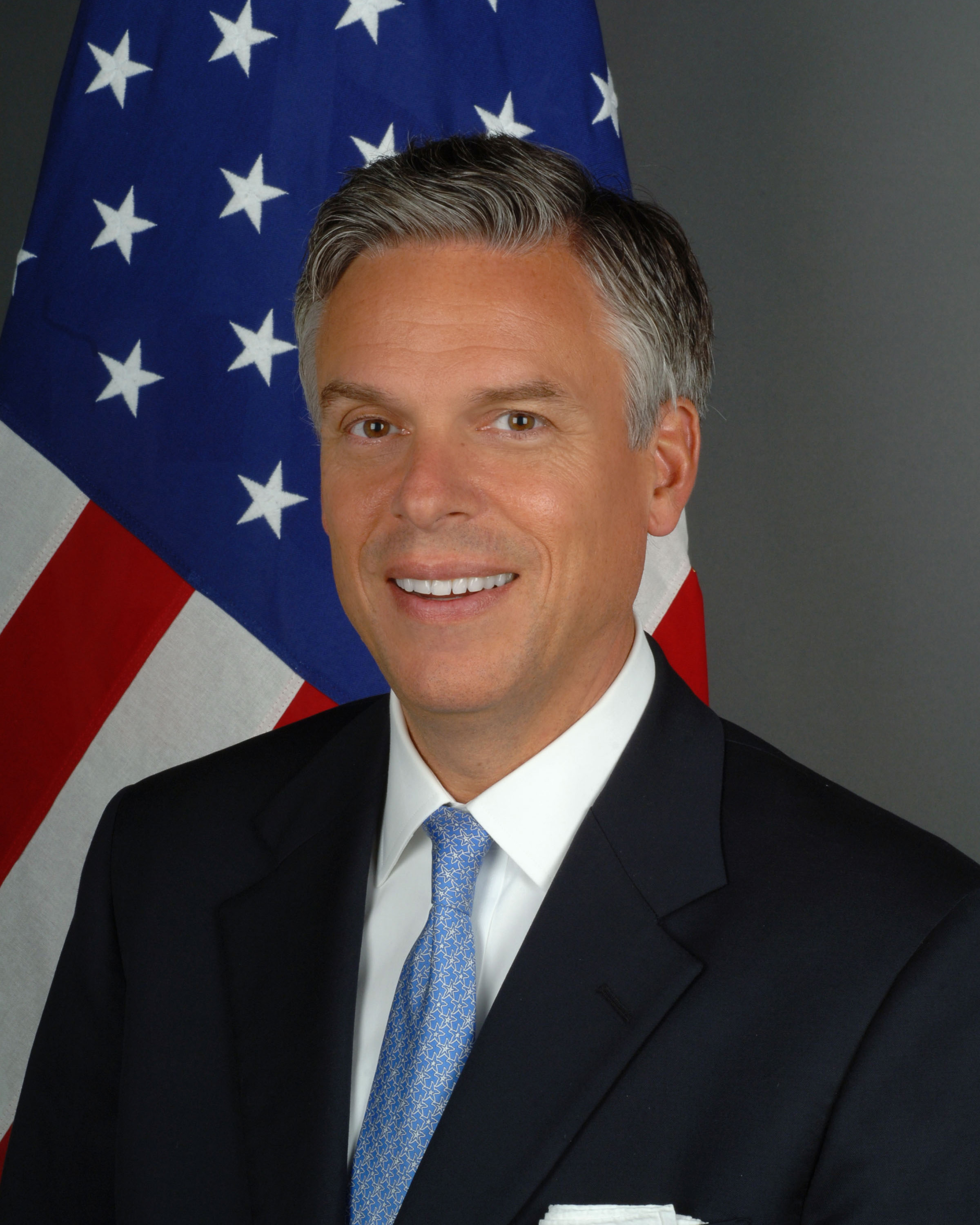
Jon Huntsman, Jr., ancien gouverneur de l'Utah (21 juin 2011 - 16 janvier 2012).
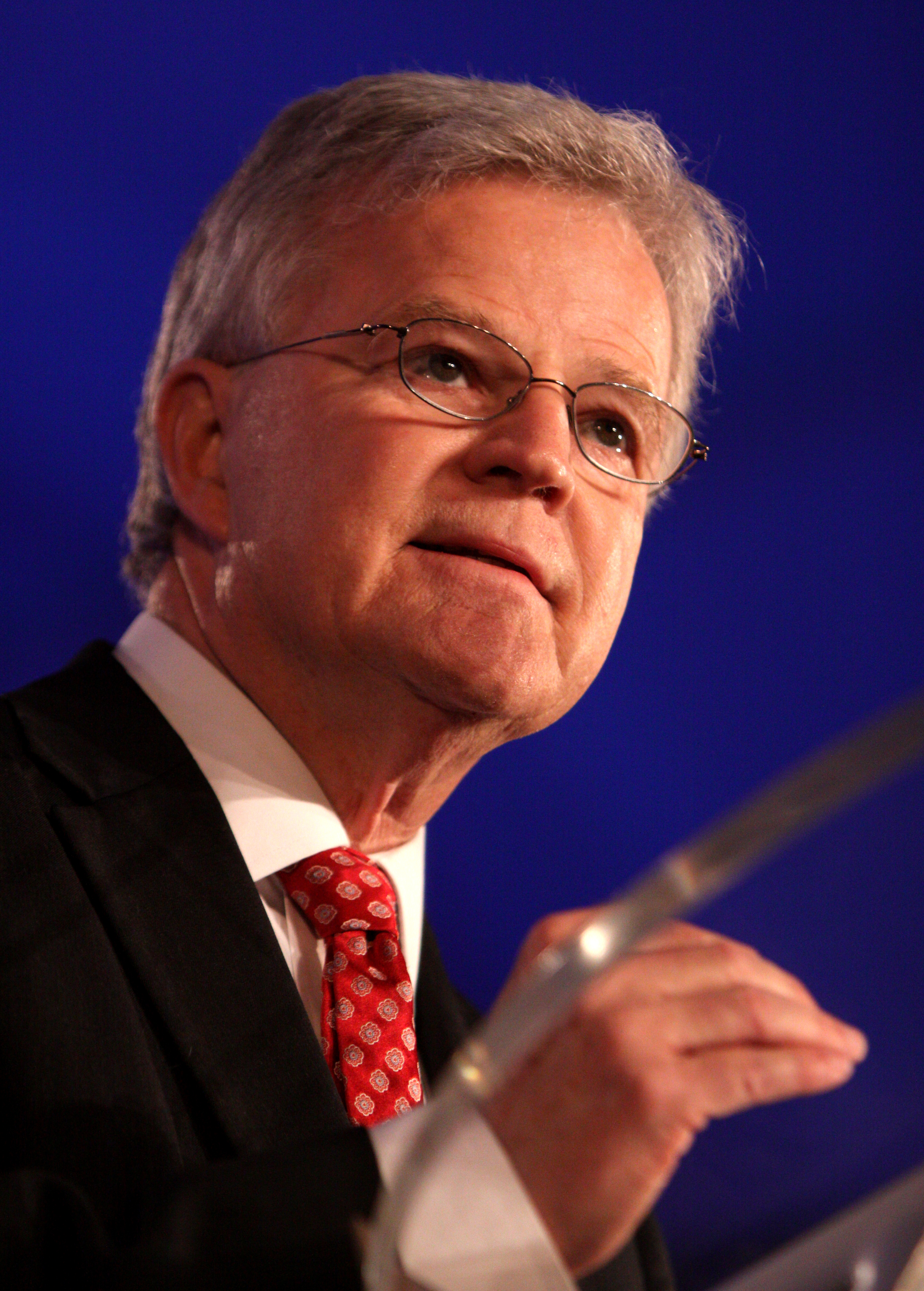
Buddy Roemer, ancien gouverneur de Louisiane (21 juillet 2011 - 23 février 2012).
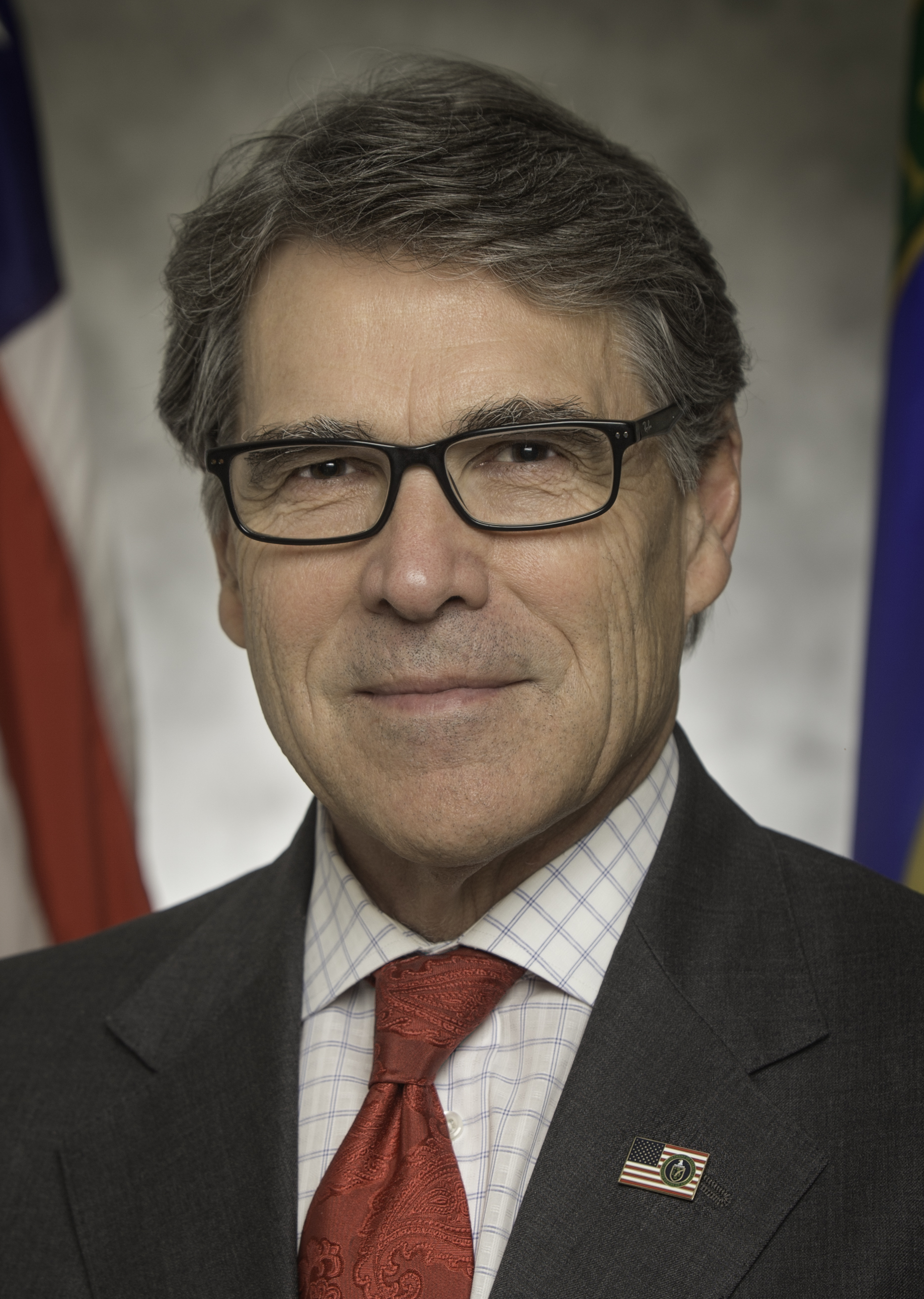
Rick Perry, gouverneur du Texas (13 août 2011 - 19 janvier 2012).

- Jimmy McMillan, militant new-yorkais pour la baisse des loyers (23 décembre 2010).
- Andy Martin, militant birther de l'Illinois (février 2011).
- Fred Karger, militant LGBT de Californie (23 mars 2011).

Candidats ayant retiré leur candidature avant les primaires

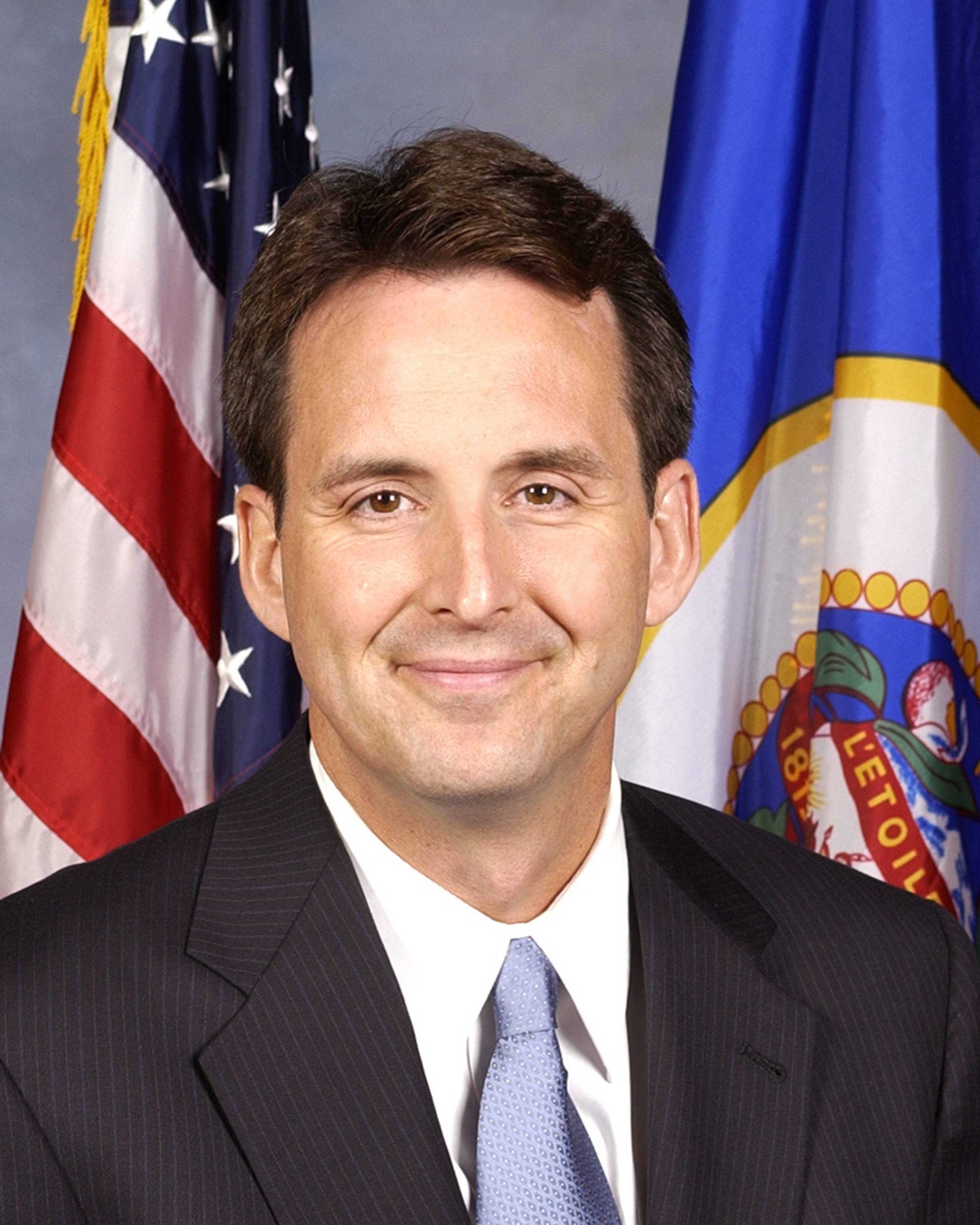
Tim Pawlenty, ancien gouverneur du Minnesota (23 mai-14 août 2011).
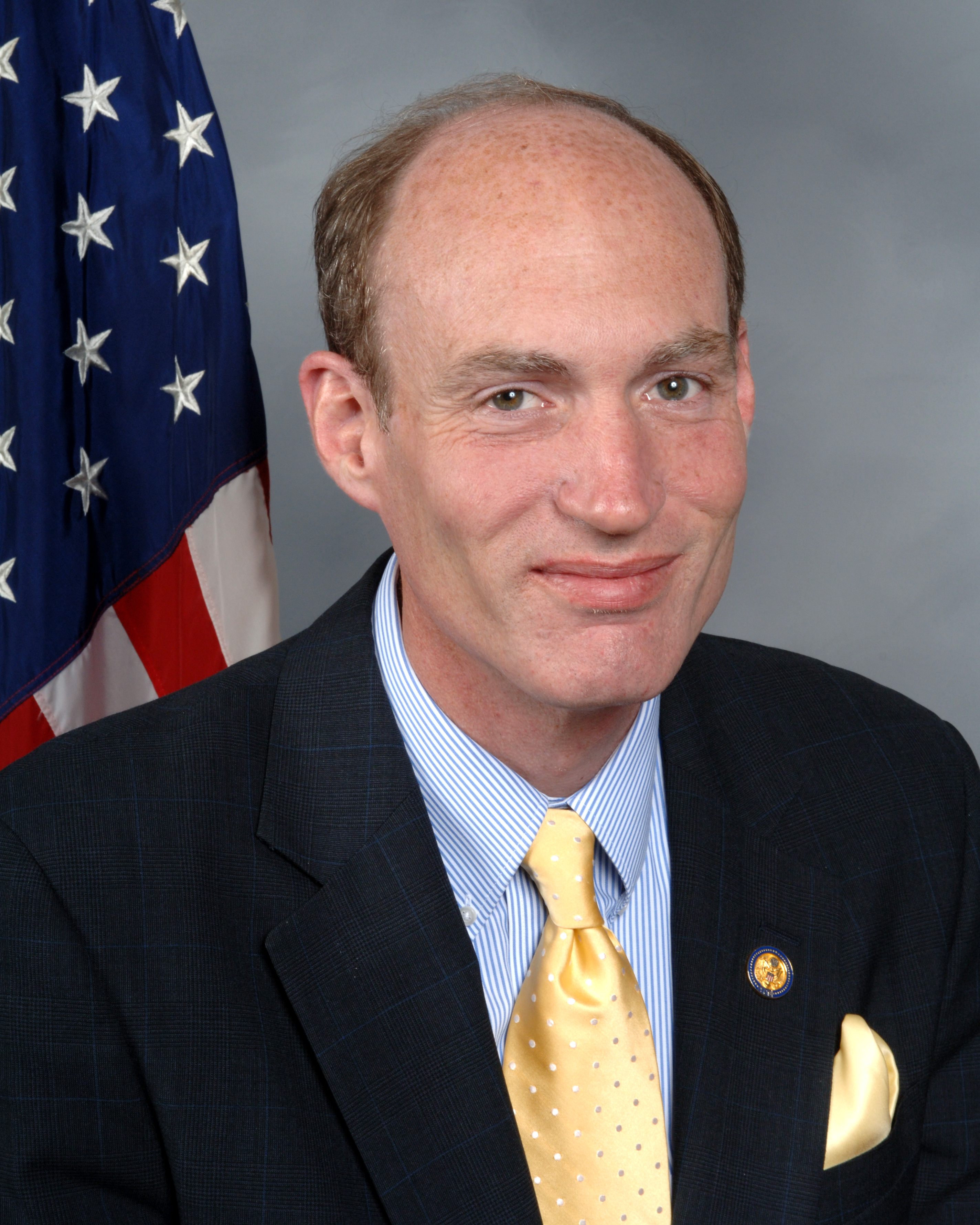
Thaddeus McCotter, représentant du Michigan (2 juillet-22 septembre 2011).
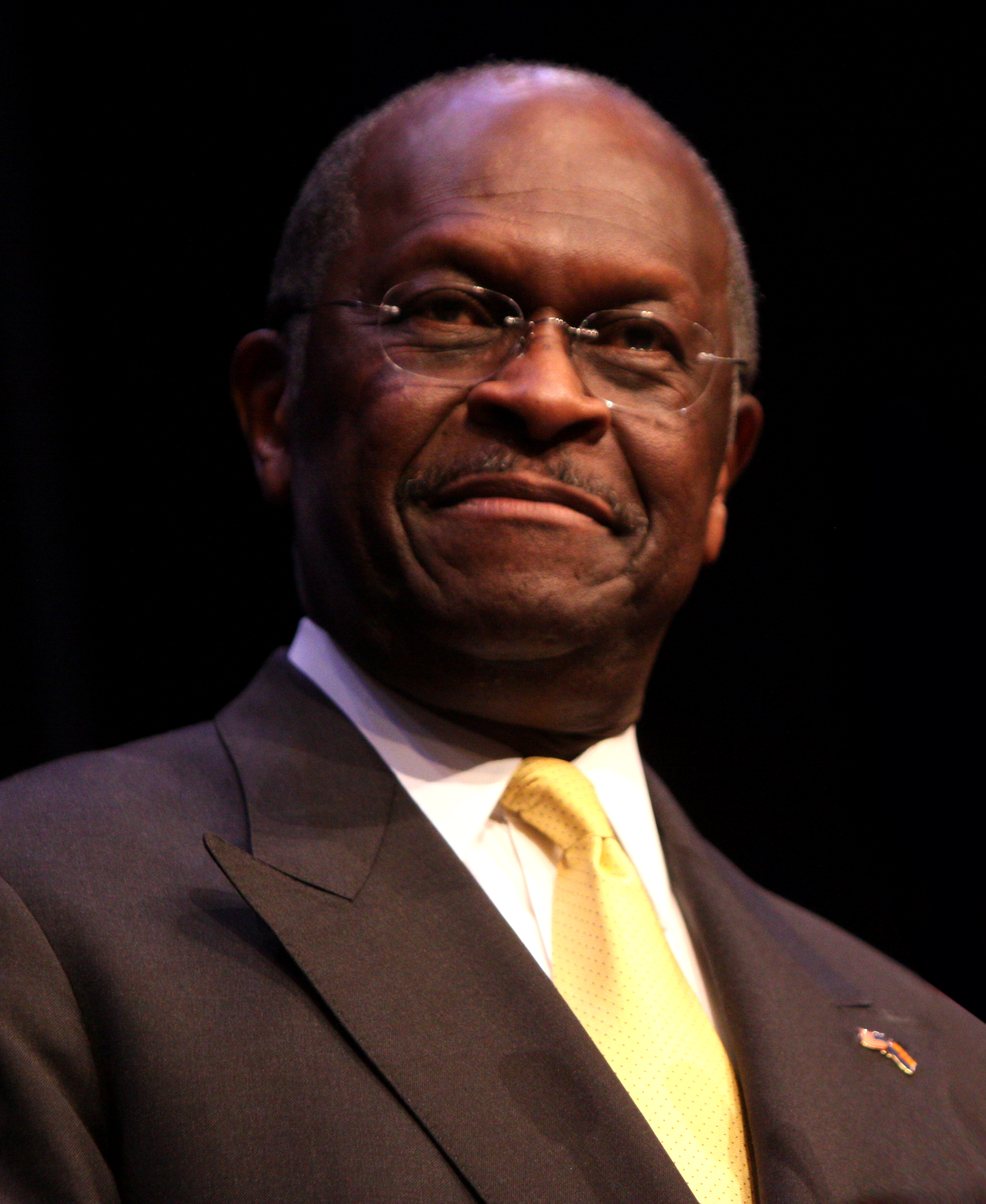
Herman Cain, homme d'affaires de Géorgie influent au sein du mouvement Tea Party (21 mai-3 décembre 2011).
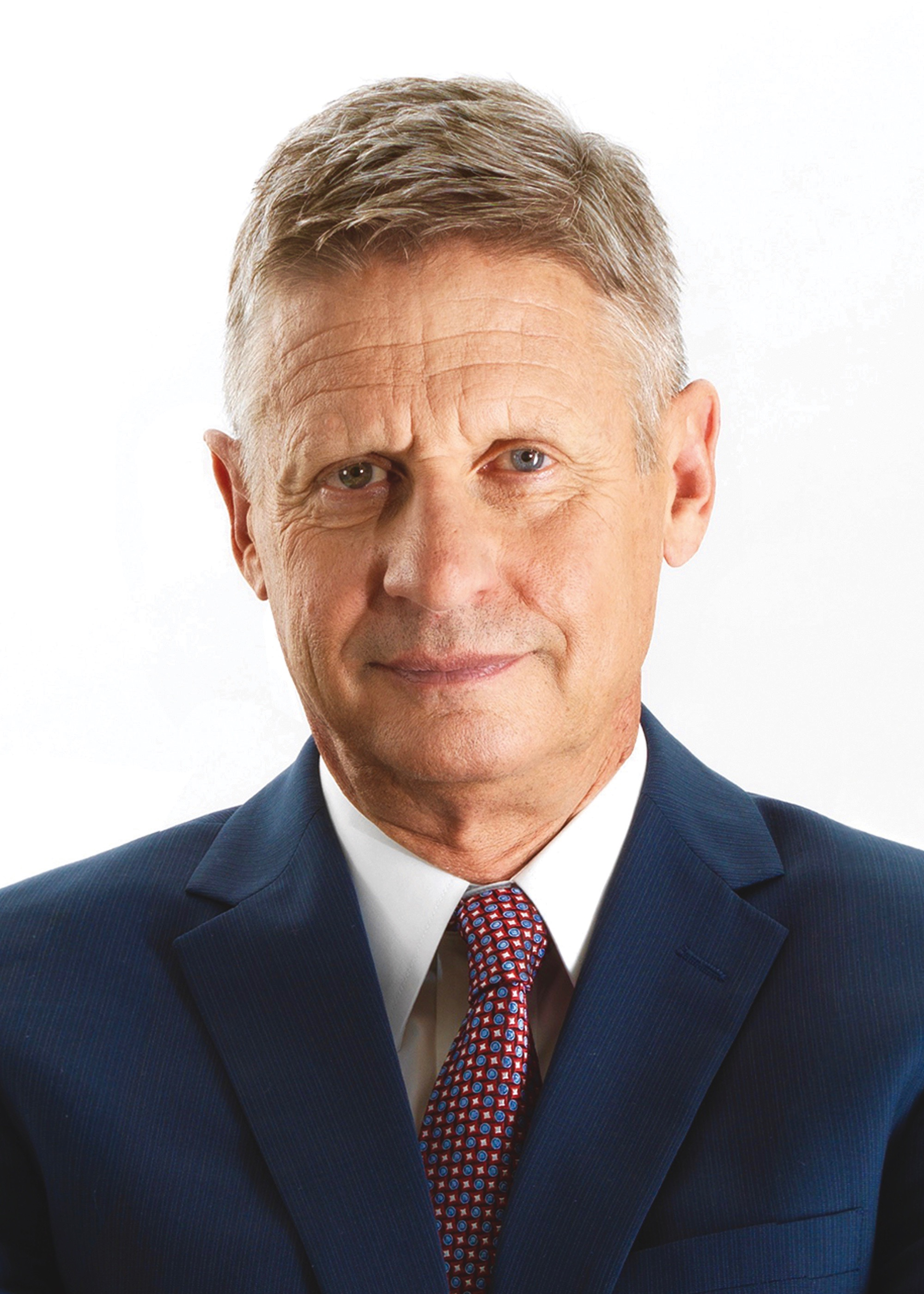
Gary Johnson, ancien gouverneur du Nouveau-Mexique (21 avril 2011 - 28 décembre 2011).

Candidats ayant retiré leur candidature pendant les primaires

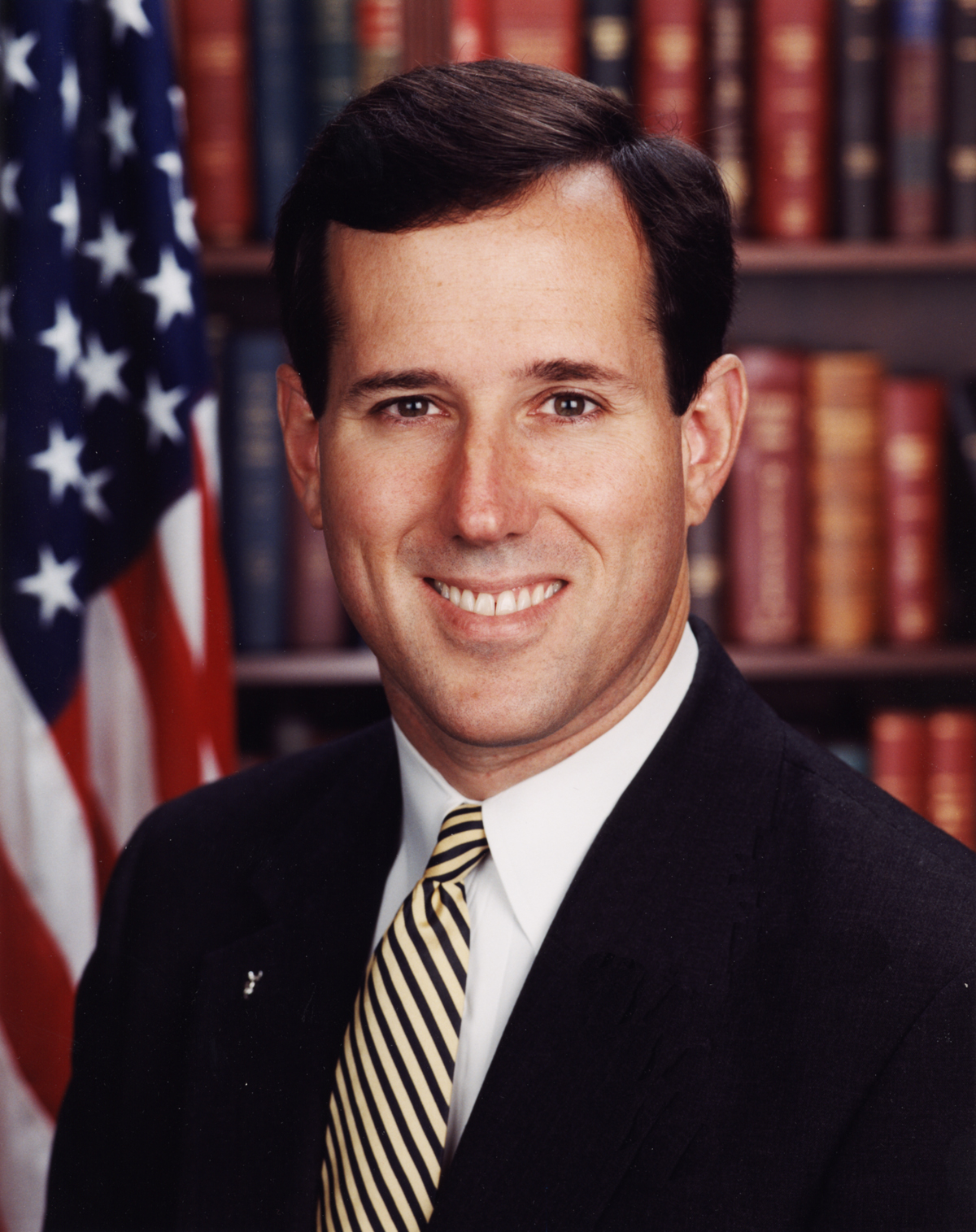
Rick Santorum, ancien sénateur de Pennsylvanie (6 juin 2011-10 avril 2012).
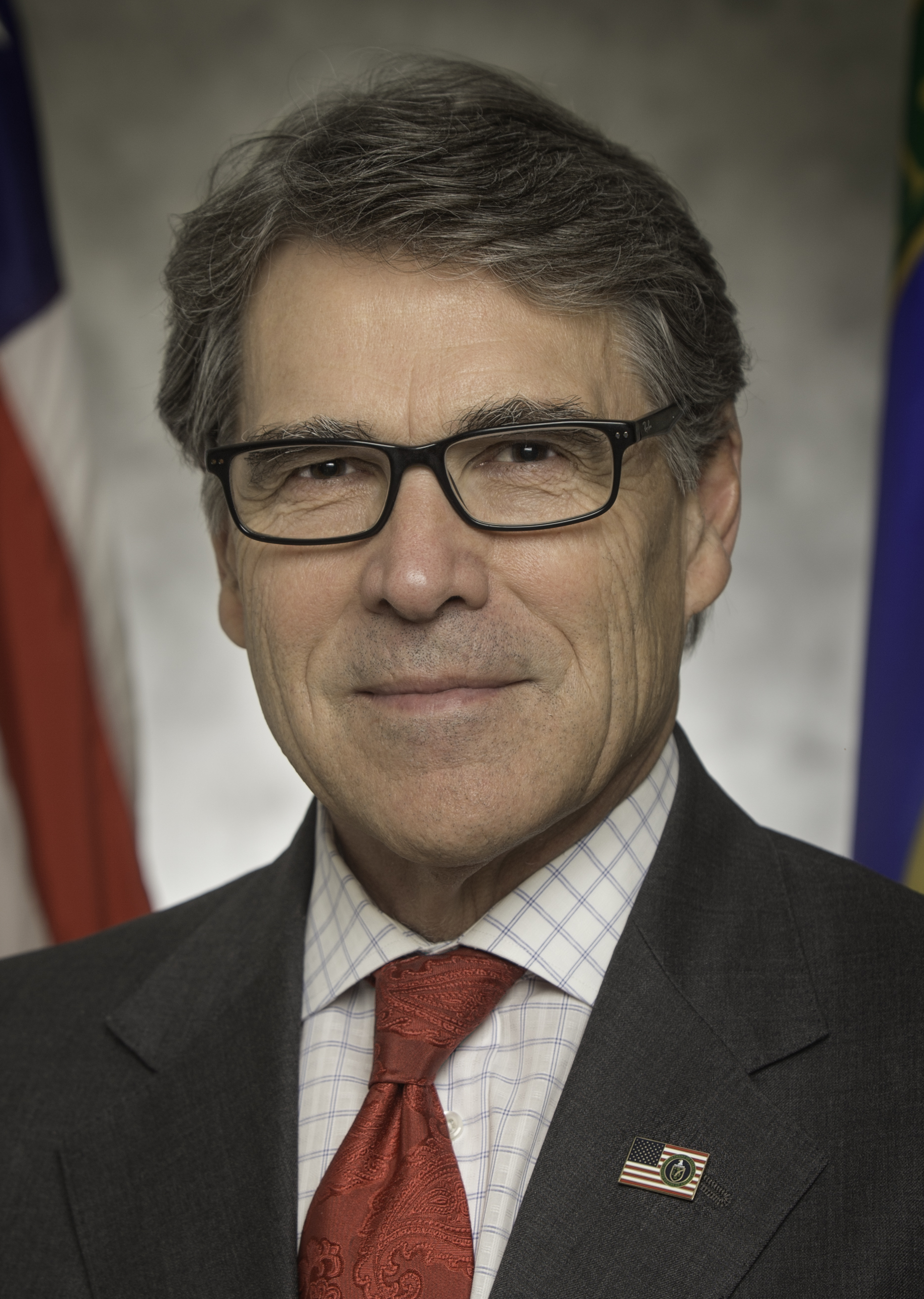
Rick Perry, gouverneur du Texas (13 août 2011 - 19 janvier 2012)[15].
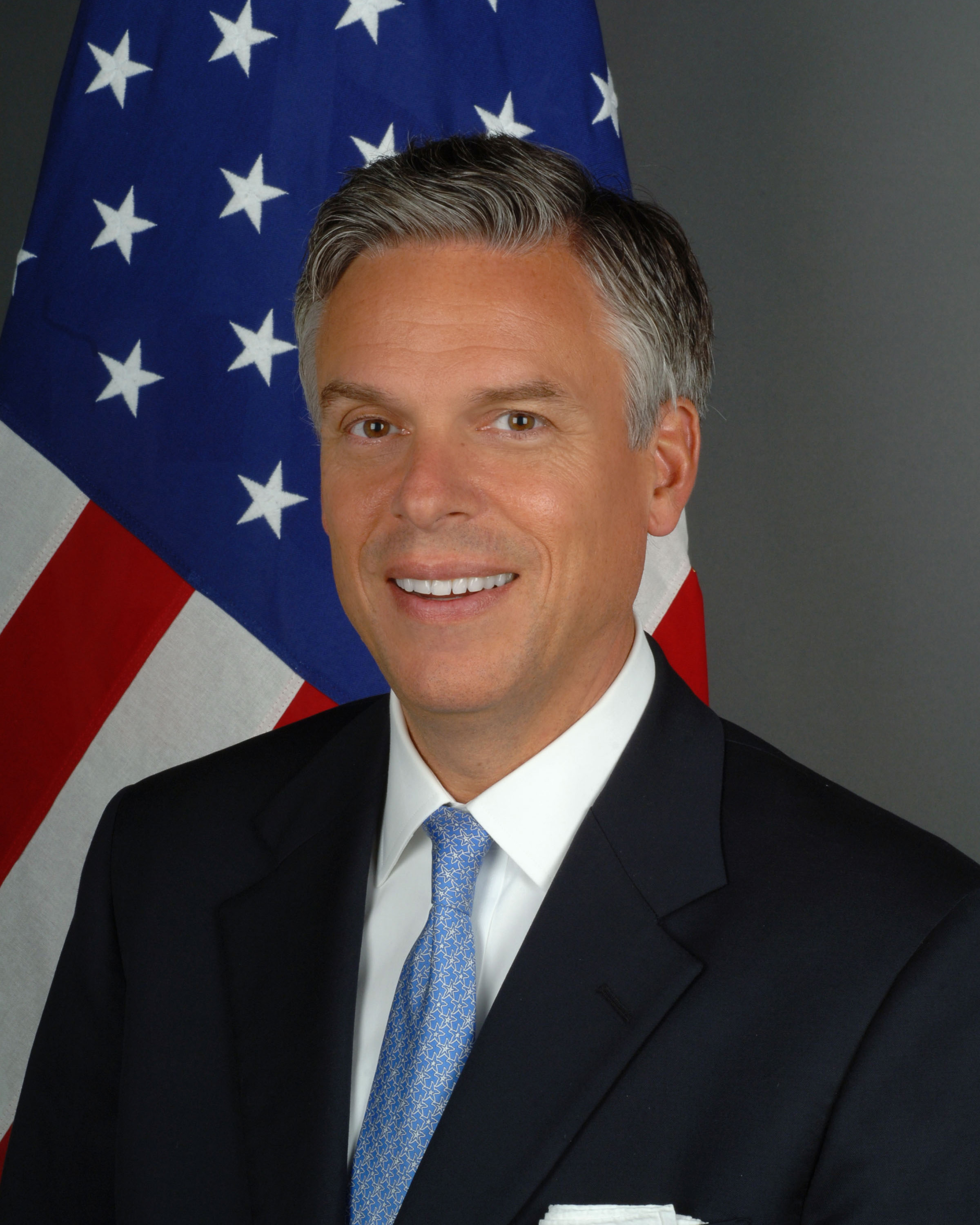
Jon Huntsman, Jr., ancien gouverneur de l'Utah (21 juin 2011 - 16 janvier 2012).
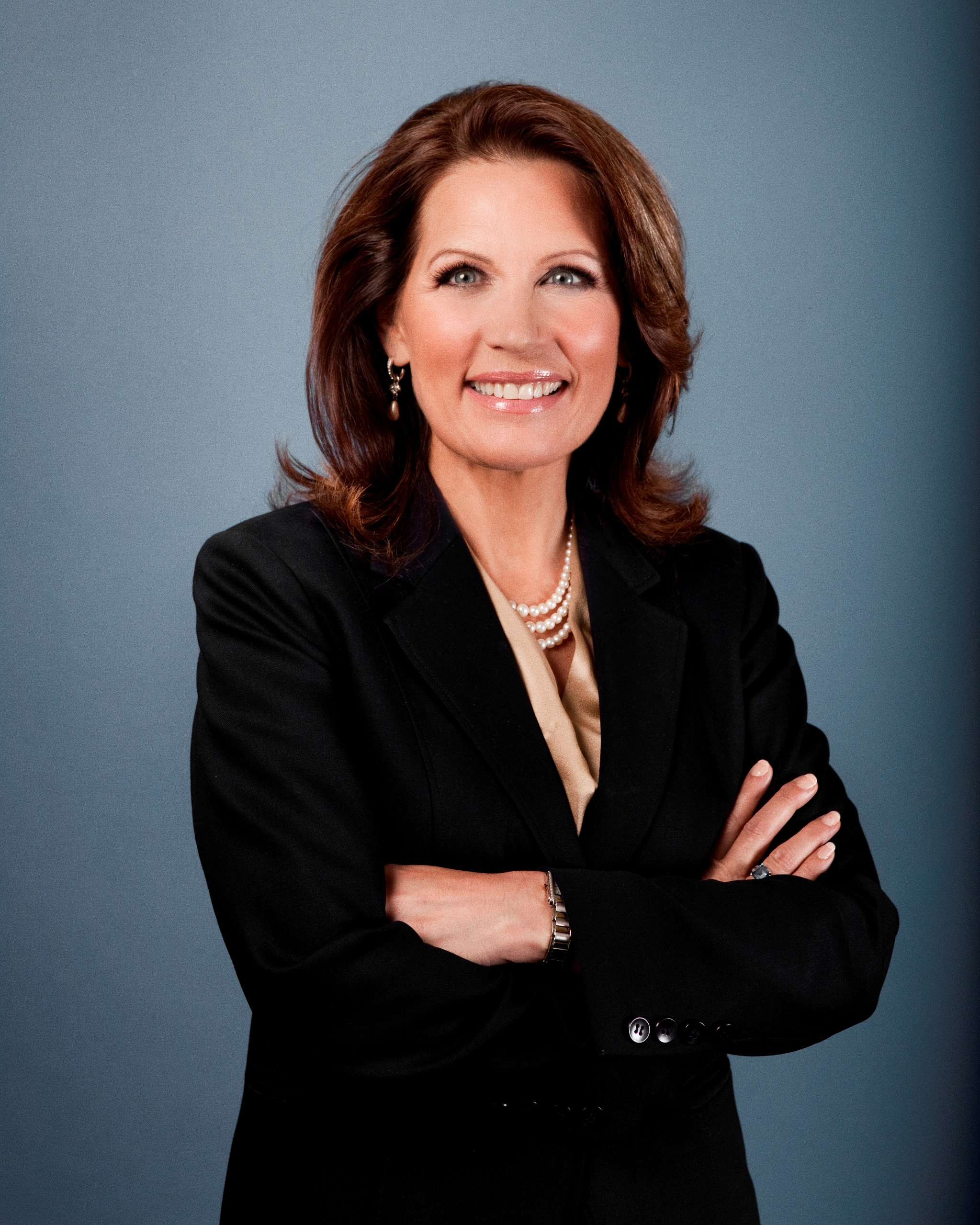
Michele Bachmann, représentante du Minnesota (13 juin 2011 - 4 janvier 2012), se retire après le caucus de l'Iowa.
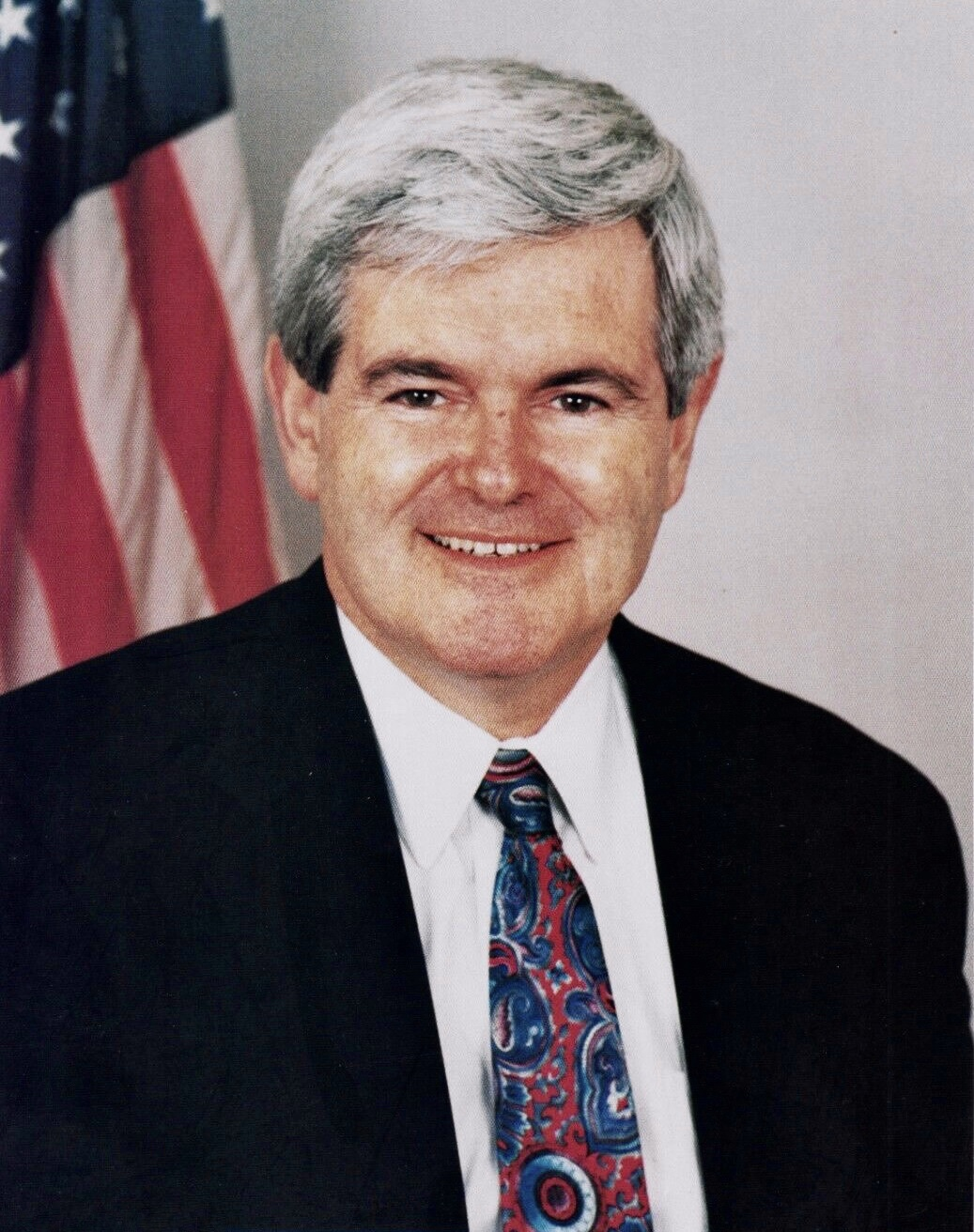
Newt Gingrich, ancien représentant de la Géorgie (11 mai 2011 - 2 mai 2012)

Personnalités ayant renoncé à se présenter aux primaires
- Donald Trump, entrepreneur et célébrité[16].
- Sarah Palin, ancienne gouverneure de l'Alaska (4 décembre 2006 – 26 juillet 2009) et candidate républicaine à la Vice-Présidence lors de l'élection présidentielle américaine de 2008[17].
- Rudy Giuliani, ancien maire de New York (1er janvier 1994 – 31 décembre 2001) et candidat aux primaires républicaines lors de l'élection présidentielle américaine de 2008[18].
- Mike Huckabee, ancien gouverneur de l'Arkansas (15 juillet 1996 – 9 janvier 2007) et candidat aux primaires républicaines lors de l'élection présidentielle américaine de 2008[19].
- Chris Christie, gouverneur du New Jersey (en fonction depuis le 19 janvier 2010)[20].
- Jeb Bush, ancien gouverneur de Floride (5 janvier 1999 – 2 janvier 2007)[21].

## Procédures
Le candidat du Parti républicain à l'élection présidentielle est désigné par la convention nationale du parti. À cette occasion, le candidat ayant acquis le vote du plus grand nombre de délégués est investi par le parti. Les délégués sont attribués par les États fédérés des États-Unis via différentes procédures électorales et divers modes de scrutin. La plupart des délégués sont élus et ont un mandat impératif : leur seul et unique rôle consiste à voter pour un candidat, et ils ne peuvent s'y soustraire.
- Répartition des délégués au niveau local : Le nombre total de base de délégués attribué à chacun des 50 États des États-Unis est de 10 délégués, plus 3 délégués supplémentaires par district au Congrès. Des délégués sont également attribués à Washington, D.C., à Porto Rico, les îles Samoa américaines, à Guam, aux îles Vierges des États-Unis et aux Îles Mariannes du Nord en vertu de règles spécifiques. Selon les lois et règles de chaque État, le vote des électeurs peut-être contraignant, et déterminer l'attribution des délégués aux candidats, ou non contraignant, c'est-à-dire consultatif et laissant les antennes locales du parti déterminer la répartition des délégués. Dans la plupart des États, les délégués sont attribués aussitôt les résultats validés, mais quelques-uns renvoient la répartition des délégués à une convention locale ayant lieu plus tard.

Des délégués-bonus sont aussi attribués sur la base des critères suivants : 
- Plusieurs délégués pour les États ayant majoritairement voté pour le candidat républicain lors de l'élection présidentielle précédente ;
- Un délégué de bonus par sénateur républicain élu dans l’État ;
- Un délégué de bonus aux États comptant une majorité de républicains dans leurs élus à la Chambre des représentants des États-Unis ;
- Un délégué de bonus par gouverneur républicain élu dans l'État ;
- Plusieurs délégués pour les États disposant d'une majorité d'élus républicains dans leurs législatures locales.

- Types de délégués :

Il y a trois types de délégués :
- - Dans chaque État, deux membres du Comité national républicain (RNC) et le dirigeant local de l’État ou du territoire sont délégués de droit. Ces délégués sont en principe libres de choisir leur candidat, mais dans 12 États, ils ont été incorporés au nombre total de délégués titulaire d'un mandat impératif ;
  - Les délégués répartis entre les différents candidats au niveau de l'État ou du territoire (AL) ;
  - Les délégués répartis entre les différents candidats au niveau des districts congressionnels (CD).

En tout, 117 délégués RNC sont libres de faire leur choix. Il faut y ajouter 340 délégués locaux qui sont élus par des conventions locales du Parti républicain, et ne sont pas directement attribués lors de primaires ou de caucus.
- Types de procédures :

Dans les États, l'élection des délégués peut avoir lieu par le biais de primaires ou de caucus. Si les primaires sont une simple consultation des électeurs, les caucus sont organisés par les antennes locales du parti et ont lieu dans divers lieux publics, où les électeurs sont invités à débattre avant d'exprimer leur choix. Ces procédures peuvent se décliner de diverses manières :
- Les primaires et caucus fermés sont réservés aux seuls adhérents du Parti républicain ;
- Les primaires et caucus semi-fermés sont réservés aux adhérents du Parti républicain, ainsi qu'à d'autres électeurs non-encartés qui s'engagent à ne pas participer à la primaire d'un autre parti ;
- Les primaires et caucus ouverts permettent la participation de tous les électeurs de l’État sans conditions mais cette pratique, condamnée en 2000 par la Cour Suprême, reste utilisée par un faible nombre d’États.

- Mode de scrutin,

Chaque État attribuant directement les délégués après le vote des électeurs dans le cadre des primaires et des caucus est libre de choisir son mode de scrutin. On distingue essentiellement trois types de systèmes :
- - La représentation proportionnelle, souvent assortie d'un seuil de voix conditionnant l'accès à la répartition des sièges.
  - Le scrutin de liste majoritaire : tous les délégués en jeu vont au candidat arrivé en tête. Autrefois le plus répandu, ce système est de moins en moins utilisé, à cause de son côté injuste qui prive les électeurs des candidats minoritaires d'une quelconque représentation et ce quel que soit leur poids.
  - Certains États a également recours à un système mixte conditionnel : si un candidat atteint 50 % des suffrages exprimés, il reçoit tous les délégués en jeu ; dans le cas contraire, ceux-ci sont répartis à la proportionnelle entre tous les candidats.
  - Les sièges peuvent aussi être attribués à différents niveaux géographiques, au niveau de l’État (AL) et au niveau des districts congressionnels (CD), avec la possibilité d'utiliser un mode de scrutin différent pour chaque niveau.

Le tableau suivant résume les règles en vigueur pour l'attribution des délégués dans chaque État et territoire :
| Date     | État                   | Type de délégué | Type de délégué | Type de délégué | Type de procédure       | Mandats des délégués | Mandats des délégués | Attribution des délégués                             |
| Date     | État                   | RNC             | AL              | CD              | Type de procédure       | Libre                | Impératif            | Attribution des délégués                             |
| -------- | ---------------------- | --------------- | --------------- | --------------- | ----------------------- | -------------------- | -------------------- | ---------------------------------------------------- |
| 03/01    | Iowa                   | 3               | 13              | 12              | Caucus non-contraignant | 28                   | 0                    | En convention                                        |
| 10/01    | New Hampshire          | 0               | 12              | 0               | Primaire semi-fermée    | 0                    | 12                   | Scrutin proportionnel                                |
| 21/01    | Caroline du Sud        | 0               | 11              | 14              | Primaire ouverte        | 0                    | 25                   | Scrutin majoritaire                                  |
| 31/01    | Floride                | 0               | 50              | 0               | Primaire fermée         | 0                    | 50                   | Scrutin majoritaire                                  |
| 04/02    | Nevada                 | 3               | 25              | 0               | Caucus non-contraignant | 0                    | 28                   | Scrutin proportionnel                                |
| 07/02    | Colorado               | 3               | 12              | 21              | Caucus non-contraignant | 36                   | 0                    | En convention                                        |
| 07/02    | Minnesota              | 3               | 13              | 24              | Caucus non-contraignant | 40                   | 0                    | En convention                                        |
| 04-11/02 | Maine                  | 3               | 13              | 24              | Caucus non-contraignant | 24                   | 0                    | En convention                                        |
| 28/02    | Arizona                | 0               | 29              | 0               | Primaire fermée         | 0                    | 29                   | Scrutin majoritaire                                  |
| 28/02    | Michigan               | 0               | 2               | 28              | Primaire ouverte        | 0                    | 30                   | Scrutin majoritaire                                  |
| 11-29/02 | Wyoming                | 3               | 14              | 12              | Caucus non-contraignant | 3                    | 26                   | En convention                                        |
| 03/03    | Washington             | 3               | 10              | 30              | Caucus non-contraignant | 3                    | 40                   | En convention                                        |
| 06/03    | Alaska                 | 3               | 24              | 0               | Caucus contraignant     | 3                    | 24                   | Scrutin proportionnel                                |
| 06/03    | Géorgie                | 3               | 31              | 42              | Primaire ouverte        | 0                    | 76                   | Scrutin proportionnel                                |
| 06/03    | Idaho                  | 3               | 29              | 0               | Caucus contraignant     | 3                    | 29                   | Scrutin majoritaire                                  |
| 06/03    | Massachusetts          | 3               | 38              | 0               | Primaire semi-fermée    | 3                    | 38                   | Scrutin proportionnel                                |
| 06/03    | Dakota du Nord         | 3               | 25              | 0               | Caucus contraignant     | 0                    | 28                   | Scrutin proportionnel                                |
| 06/03    | Ohio                   | 3               | 15              | 48              | Primaire semi-fermée    | 3                    | 63                   | Scrutin proportionnel (AL) Scrutin majoritaire (CD)  |
| 06/03    | Oklahoma               | 3               | 25              | 15              | Primaire fermée         | 3                    | 40                   | Scrutin proportionnel                                |
| 06/03    | Tennessee              | 3               | 28              | 27              | Primaire ouverte        | 3                    | 55                   | Scrutin proportionnel                                |
| 06/03    | Vermont                | 3               | 11              | 3               | Primaire ouverte        | 0                    | 17                   | Scrutin proportionnel (AL) Scrutin majoritaire (CD)  |
| 06/03    | Virginie               | 3               | 13              | 33              | Primaire ouverte        | 3                    | 46                   | Scrutin majoritaire                                  |
| 10/03    | Kansas                 | 3               | 25              | 12              | Caucus contraignant     | 0                    | 40                   | Scrutin proportionnel (AL) Scrutin majoritaire (CD)  |
| 10/03    | Guam                   | 3               | 6               | 0               | Caucus non-contraignant | 9                    | 0                    | En convention                                        |
| 10/03    | Îles Mariannes du nord | 3               | 6               | 0               | Caucus non-contraignant | 9                    | 0                    | En convention                                        |
| 10/03    | Îles Vierges           | 3               | 6               | 0               | Caucus non-contraignant | 9                    | 0                    | En convention                                        |
| 13/03    | Alabama                | 3               | 26              | 21              | Primaire ouverte        | 3                    | 47                   | Scrutin proportionnel¹                               |
| 13/03    | Samoa américaines      | 3               | 6               | 0               | Caucus non-contraignant | 9                    | 0                    | En convention                                        |
| 13/03    | Hawaï                  | 3               | 11              | 6               | Caucus contraignant     | 3                    | 17                   | Scrutin proportionnel                                |
| 13/03    | Mississippi            | 3               | 25              | 12              | Primaire ouverte        | 3                    | 37                   | Scrutin proportionnel                                |
| 18/03    | Porto Rico             | 3               | 20              | 0               | Primaire ouverte        | 3                    | 20                   | Scrutin majoritaire                                  |
| 20/03    | Illinois               | 3               | 12              | 54              | Primaire ouverte        | 12                   | 54                   | En convention (AL) Loophole (CD)                     |
| 15-24/03 | Missouri               | 3               | 25              | 24              | Caucus non-contraignant | 0                    | 52                   | En convention                                        |
| 24/03    | Louisiane              | 3               | 25              | 18              | Primaire fermée         | 26                   | 20                   | Scrutin proportionnel (AL) En convention (CD)        |
| 03/04    | Maryland               | 3               | 10              | 24              | Primaire fermée         | 0                    | 37                   | Scrutin majoritaire                                  |
| 03/04    | Washington, D.C.       | 3               | 16              | 0               | Primaire fermée         | 3                    | 16                   | Scrutin majoritaire                                  |
| 03/04    | Wisconsin              | 3               | 15              | 24              | Primaire ouverte        | 3                    | 39                   | Scrutin majoritaire                                  |
| 24/04    | Connecticut            | 3               | 10              | 15              | Primaire fermée         | 3                    | 39                   | Scrutin proportionnel (AL)¹ Scrutin majoritaire (CD) |
| 24/04    | Delaware               | 3               | 14              | 0               | Primaire fermée         | 0                    | 17                   | Scrutin majoritaire                                  |
| 24/04    | New York               | 3               | 34              | 58              | Primaire fermée         | 3                    | 92                   | Scrutin proportionnel¹                               |
| 24/04    | Pennsylvanie           | 3               | 10              | 59              | Primaire fermée         | 3                    | 59                   | En comité (AL) Loophole (CD)                         |
| 24/04    | Rhode Island           | 3               | 0               | 16              | Primaire semi-fermée    | 3                    | 16                   | Scrutin proportionnel                                |
| 08/05    | Indiana                | 3               | 16              | 27              | Primaire ouverte        | 19                   | 27                   | En convention (AL) Scrutin majoritaire (CD)          |
| 08/05    | Caroline du Nord       | 3               | 52              | 0               | Primaire semi-fermée    | 3                    | 52                   | Scrutin proportionnel                                |
| 08/05    | Virginie-Occidentale   | 3               | 19              | 9               | Primaire semi-fermée    | 3                    | 28                   | Scrutin proportionnel                                |
| 15/05    | Oregon                 | 3               | 25              | 0               | Primaire fermée         | 3                    | 25                   | Scrutin proportionnel                                |
| 22/05    | Arkansas               | 3               | 21              | 12              | Primaire ouverte        | 3                    | 33                   | Scrutin proportionnel¹                               |
| 22/05    | Kentucky               | 3               | 24              | 18              | Primaire fermée         | 3                    | 42                   | Scrutin proportionnel                                |
| 29/05    | Texas                  | 3               | 44              | 108             | Primaire ouverte        | 3                    | 152                  | Scrutin proportionnel                                |
| 05/06    | Californie             | 3               | 10              | 159             | Primaire ouverte        | 3                    | 169                  | Scrutin majoritaire                                  |
| 05/06    | New Jersey             | 3               | 47              | 0               | Primaire semi-fermée    | 0                    | 50                   | Scrutin majoritaire                                  |
| 05/06    | Nouveau Mexique        | 3               | 11              | 9               | Primaire fermée         | 3                    | 20                   | Scrutin proportionnel                                |
| 05/06    | Dakota du Sud          | 3               | 25              | 0               | Primaire fermée         | 3                    | 25                   | Scrutin proportionnel                                |
| 01-10/06 | Nebraska               | 3               | 23              | 9               | Caucus non-contraignant | 3                    | 32                   | En convention                                        |
| 14-16/06 | Montana                | 3               | 23              | 0               | Caucus contraignant     | 26                   | 0                    | En convention                                        |
| 26/06    | Utah                   | 3               | 37              | 0               | Primaire semi-fermée    | 0                    | 40                   | Scrutin majoritaire                                  |

Notes :
- Le Loophole utilisé dans certains États correspond à une procédure complexe au cours de laquelle les délégués ne reçoivent théoriquement aucun mandat impératif, mais sont quand même attribués aux différents candidats en fonction du résultat de la primaire ou du caucus.
- ¹ : si un candidat obtient au moins 50 % des suffrages exprimés, il reçoit tous les délégués en jeu
- Les caucus du Montana ont valeur de convention.

## Résultats
Le premier vote se tient dans l'État de l'Iowa le 3 janvier 2012. Au soir du caucus, Mitt Romney était donné vainqueur avec 24,6 % des voix et avec seulement huit voix d'avance sur le conservateur chrétien Rick Santorum, mais les résultats définitifs divulgués le 19 janvier 2012 indiquent que Rick Santorum le devance de 34 voix. Ron Paul double le score obtenu quatre ans plus tôt avec 21,4 % des voix. En raison de son faible score (10,3 % des voix), Rick Perry, donné un temps comme favori, annonce qu'il va réfléchir à la possibilité de renoncer à sa candidature, ce qu'il fera deux semaines plus tard. Michele Bachmann, qui avait remporté le vote test du 13 août, réalise un faible score et retire sa candidature. Les analystes estiment que le scrutin n'a pas éclairci les choses car il n'a pas fait ressortir de majorité claire et montre les divergences dans le camp républicain.